# Geografija Ugande
Uganda je v Vzhodni Afriki, zahodno od Kenije, južno od Južnega Sudana, vzhodno od Demokratične republike Kongo ter severno od Ruande in Tanzanije. Medtem ko je velik del njene meje na jezerskih obalah, Uganda nima izhoda na morje in nima dostopa do morskega pristanišča, vendar je rodovitna in dobro vodnata država, ki jo sestavljajo številna jezera in reke, vključno z največjim, Viktorijinim jezerom. Država leži v osrčju območja Velikih jezer, z Edvardovim jezerom, Georgeovim jezerom in Albertovim jezerom na zahodni meji, jezerom Kyoga v vzhodnem delu Ugande. Najdemo ga v osrednji Saharski Afriki in prejema zanesljive padavine skozi vse leto. Reke so reka Nil, najdaljša reka v Afriki, reka Kagera, reka Katonga, reka Semiliki in reka Sezibva.
Podnebje je tropsko in ekvatorialno, z dvema sušnima obdobjema (od decembra do februarja, od junija do avgusta). Medtem ko je severovzhod države semiariden, tu so okrožja Moroto, Kabong, Nakapiripiriti, Karenga. Teren Ugande večinoma sestavljajo planote, obdane z robom gora, vključno z gorovjem Rwenzori. Pomembni narodni parki so: narodni park Bwindi, narodni park gorovja Rwenzori, ki ima sneg na vrhu Margherita, narodni park Kibale, narodni park doline Kidepo, narodni park jezera Mburo, narodni park goril Mgahinga, narodni park Mount Elgon, narodni park Murchisonovi slapovi, narodni park kraljice Elizabete, narodni park Semuliki, z gostimi gozdovi za spreminjanje podnebja in omembo; rastlinski pokrov Ugande je savana. Vendar pa gozdovi delujejo tudi kot vir zeliščne medicine. 
Nekateri geografski kraji, kot sta Jinja in Kapchorwa, imajo vodne izvire, kot so Murchisonovi slapovi, slapovi Bujagali, slapovi Karuma in slapovi Sipii, ki pomagajo pri proizvodnji električne energije v hidroelektrarnah: slapovi Bujagali proizvedejo 5 MW, ki jih izvozijo v sosedama Ruandi in Burundiju. 
Običajna značilnosti geografije Ugande so osamelci. Običajno so zgrajeni iz granita, včasih iz gnajsa in nikoli iz amfibolita ali vulkanske kamnine. Štrleči kvarcitni hribi se nagibajo k oblikovanju grebenov in ne 'pravih osamelcev'.

## Statistika
Površina
skupaj: 241.551 kvadratnih kilometrov (93.263 kvadratnih milj)
kopno: 200.523 kvadratnih kilometrov (77.422 kvadratnih milj)
voda: 41.028 kvadratnih kilometrov (15.841 kvadratnih milj)
Kopenske meje
skupaj: 2729 kilometrov
mejne države: Demokratična republika Kongo 877 kilometrov, Kenija 814 kilometrov, Južni Sudan 475 kilometrov, Tanzanija 391 kilometrov, Ruanda 172 kilometrov
Ekstremne višine
najnižja točka: 614 metrov Albertov Nil na meji z Južnim Sudanom
najvišja točka: 5.111 metrov Margherita Peak na gori Stanley
Naravni viri
baker, kobalt, hidroenergija, apnenec, sol, obdelovalna zemlja, zlato
Raba zemljišč(2012)
obdelovalna zemlja: 69.000 kvadratnih kilometrov ali 34,41 %
trajni nasadi: 22.500 kvadratnih kilometrov ali 11,22 %
gozdna pokritost: 28.100 kvadratnih kilometrov ali 14,01 %
drugo: 80.931 kvadratnih kilometrov ali 40,36 %
Namakana zemlja(2012)[4]
140 kvadratnih kilometrov
Skupni obnovljivi vodni viri
66 kubičnih kilometrov (2011) ali 60 kubičnih kilometrov (2012)
Okolje – aktualna vprašanja
izsuševanje mokrišč za kmetijsko rabo, krčenje gozdov, prekomerna paša, erozija tal, napad vodnih hijacint v Viktorijinem jezeru, razširjen divji lov.
Okolje – mednarodni sporazumi
- Konvencija o Mednarodni pomorski organizaciji
- Konvencija o varstvu svetovne kulturne in naravne dediščine
- Sporazum o ohranjanju afriško-evrazijskih selitvenih vodnih ptic
- Okvirna konvencija Združenih narodov o spremembi podnebja
- Dunajska konvencija o varstvu ozonskega plašča
- Kjotski protokol k Okvirni konvenciji Združenih narodov o spremembi podnebja
- Konvencija o mednarodni trgovini z ogroženimi prostoživečimi živalskimi in rastlinskimi vrstami (CITES)
- Baselska konvencija o nadzoru čezmejnega gibanja nevarnih odpadkov in njihovega odstranjevanja
- Konvencija Združenih narodov o pomorskem pravu
- Konvencija o biološki raznovrstnosti
- Konvencija Združenih narodov o boju proti dezertifikaciji v tistih državah, ki se soočajo z resno sušo in/ali dezertifikacijo, zlasti v Afriki
- Mednarodna konvencija o varstvu rastlin
- Konvencija o mokriščih mednarodnega pomena, zlasti kot habitat vodnih ptic

podpisano, a ne ratificirano:
- Konvencija o prepovedi vojaške ali kakršne koli druge sovražne uporabe tehnik spreminjanja okolja

OpombaUganda je ena od šestih afriških držav, ki ležijo na ekvatorju. Večina Ugande leži severno od ekvatorja.

## Podnebje
Uganda ima toplo tropsko podnebje s povprečnimi temperaturami med 25 in 29 °C. Meseci od decembra do februarja so najbolj vroči, a tudi v tej sezoni so lahko večeri prijetni s temperaturami v razponu od 17 do 18 °C.
Večina Ugande prejme letno količino padavin od 1000 do 1500 milimetrov. Deževna obdobja so od marca do maja in od septembra do novembra. V teh mesecih lahko zaradi močnega deževja ceste in tereni postanejo težko prehodni. Obdobje od januarja do februarja in spet od junija do avgusta je suho. Na severu je samo ena deževna sezona od marca do novembra in sušna od decembra do februarja.
Učinki podnebnih sprememb v Ugandi so vse hujši in vplivajo na življenja državljanov države in njeno okolje. To je povzročilo ekstremne vremenske pojave, kot so nepredvidljiva, dolgotrajna suša in padavine. Zaradi podnebnih sprememb so se letni časi spremenili, deževno obdobje postaja vse bolj spremenljivo dolgo, suše pa vse bolj razširjene, zlasti v vzhodni in severovzhodni Ugandi. Podnebni trendi lahko zaradi ranljivosti raznolikega okolja Ugande vplivajo na razvoj Ugande.